# Persone di cognome D'Aragona
| Questa pagina contiene informazioni ricavate automaticamente dalle voci biografiche con l'ausilio del template Bio e di un bot. L'aggiornamento è periodico e automatico e ricostruisce completamente la pagina. Se manca una persona in questa lista, sei pregato di non aggiungerla, ma accertati piuttosto che la sua voce biografica contenga il template Bio e che i dati anagrafici siano correttamente compilati. Se il template Bio manca, inseriscilo tu stesso o, in alternativa, metti l'avviso {{tmp\|Bio}} che ne segnala la mancanza. Se i dati riportati sono sbagliati, correggi direttamente la voce biografica; le modifiche saranno visibili in questa lista entro pochi giorni. Per chiarimenti vedi il progetto biografie. La lista contiene solo le 47 persone che sono citate nell'enciclopedia e per le quali è stato implementato correttamente il template Bio. Pagina aggiornata al 22 ott 2022. |

Questa è una lista di persone presenti nell'enciclopedia che hanno il cognome D'Aragona, suddivise per attività principale.

## Arcivescovi cattolici(2)
- Giovanni d'Aragona, arcivescovo cattolico spagnolo (Tarragona, n.1304 - El Pobo, † 1334)
- Sancho d'Aragona, arcivescovo cattolico spagnolo (Saragozza, n.1250 - Martos, † 1275)

## Cardinali(2)
- Giovanni d'Aragona, cardinale e abate italiano (Napoli, n.1456 - Roma, † 1485)
- Luigi d'Aragona, cardinale italiano (Napoli, n.1474 - Roma, † 1519)

## Nobili(10)
- Alfonso d'Aragona, nobile spagnolo (Segorbe, n.1489 - † 1563)
- Bartolomeo d'Aragona, nobile, politico e militare italiano
- Eleonora d'Aragona, nobile italiana (Napoli, n.1450 - Ferrara, † 1493)
- Eleonora d'Aragona, nobile italiana (n.1346 - Giuliana, † 1405)
- Ferdinando d'Aragona, duca di Montalto, nobile e militare italiano
- Giovanna d'Aragona, nobile italiana (Napoli, n.1477 - Amalfi, † 1510)
- Giovanna d'Aragona, nobile italiana († 1475)
- Isabella d'Aragona, duchessa (Napoli, n.1470 - Napoli, † 1524)
- Maria d'Aragona, nobildonna italiana (Ischia, n.1503 - Napoli, † 1568)
- Sancio d'Aragona, nobile e politico spagnolo († 1335)

## Poeti(1)
- Tullia d'Aragona, poetessa e letterata italiana (Roma - Roma, † 1556)

## Principi(10)
- Alfonso d'Aragona, principe (Regno di Napoli, n.1481 - Roma, † 1500)
- Alfonso d'Aragona, principe (n.1222 - Calatayud, † 1260)
- Costanza d'Aragona, principessa (Valencia, n.1300 - Castillo de Garcimuñoz, † 1327)
- Ferdinando d'Aragona, principe italiano (Andria, n.1488 - Valencia, † 1550)
- Francesco d'Aragona, principe italiano (n.1461 - † 1486)
- Giacomo d'Aragona, principe (n.1296 - Tarragona, † 1334)
- Giulia d'Aragona, principessa italiana (n.1492 - Valencia, † 1542)
- Isabella d'Aragona, principessa (n.1302 - Stiria, † 1330)
- Maria d'Aragona, principessa (n.1299 - Villanueva de Sigena, † 1327)
- Pietro di Aragona, principe italiano (Napoli, n.1472 - Napoli, † 1491)

## Sindacalisti(1)
- Ludovico D'Aragona, sindacalista e politico italiano (Cernusco sul Naviglio, n.1876 - Roma, † 1961)

## Sovrani(8)
- Alfonso II di Napoli, sovrano italiano (Napoli, n.1448 - Messina, † 1495)
- Beatrice d'Aragona, sovrana (Napoli, n.1457 - Napoli, † 1508)
- Caterina d'Aragona, sovrana inglese (Alcalá de Henares, n.1485 - Kimbolton, † 1536)
- Eleonora d'Aragona, sovrana spagnola (n.1333 - Falset, † 1416)
- Federico I di Napoli, sovrano italiano (Napoli, n.1451 - Castello di Plessis-lez-Tours, † 1504)
- Giovanna d'Aragona, regina italiana (Napoli, n.1479 - Napoli, † 1518)
- Isabella d'Aragona, sovrana portoghese (Saragozza, n.1271 - Estremoz, † 1336)
- Maria di Trastámara, regina spagnola (Medina del Campo - Villacastín, † 1445)

## Senza attività specificata(13)
- Costanza d'Aragona,  (Saragozza, n.1240 - † 1269)
- Enrico d'Aragona,  italiano (Terranova da Sibari, † 1478)
- Ferdinando d'Aragona,  (n.1241 - Pomar, † 1275)
- Giacomo di Maiorca,  (n.1274 - † 1330)
- Giovanna d'Aragona,  (Napoli, n.1502 - Napoli, † 1575)
- Giovanni d'Aragona,  (n.1330 - Bilbao, † 1358)
- Isabella di Maiorca,  (n.1280 - Alicante, † 1301)
- Maria d'Aragona,  (n.1425 - † 1449)
- Raimondo Berengario d'Aragona,  (n.1308 - † 1366)
- Rodrigo d'Aragona,  (Roma, n.1499 - Bari, † 1512)
- Sancha d'Aragona,  (Barcellona, n.1245 - Gerusalemme, † 1262)
- Sancia d'Aragona,  (Gaeta, n.1478 - Napoli, † 1506)
- Violante d'Aragona,  (Barcellona, n.1310 - Pedrola, † 1353)